# Stotonic Village
Stotonic Village es un lugar designado por el censo ubicado en el condado de Pinal en el estado estadounidense de Arizona. En el Censo de 2010 tenía una población de 659 habitantes y una densidad poblacional de 51,35 personas por km².

## Geografía
Stotonic Village se encuentra ubicado en las coordenadas 33°9′10″N 111°49′0″O / 33.15278, -111.81667. Según la Oficina del Censo de los Estados Unidos, Stotonic Village tiene una superficie total de 12.83 km², de la cual 12.83 km² corresponden a tierra firme y (0%) 0 km² es agua.

## Demografía
Según el censo de 2010, había 659 personas residiendo en Stotonic Village. La densidad de población era de 51,35 hab./km². De los 659 habitantes, Stotonic Village estaba compuesto por el 2.58% blancos, el 0.61% eran afroamericanos, el 92.56% eran amerindios, el 0% eran asiáticos, el 0.15% eran isleños del Pacífico, el 1.06% eran de otras razas y el 3.03% pertenecían a dos o más razas. Del total de la población el 13.51% eran hispanos o latinos de cualquier raza.